# The Game of Their Lives (film 2002)
The Game of Their Lives è un film documentario del 2002, scritto e diretto da Daniel Gordon, che del film è anche produttore assieme a Nicholas Bonner.

## Trama
Il film racconta la storia dei sette calciatori ancora viventi della nazionale nordcoreana che ha preso parte al campionato mondiale di calcio 1966 in Inghilterra. La vittoria per 1-0 contro l'Italia portò la squadra ai quarti di finale: si trattava della prima volta che una squadra asiatica raggiungeva questo traguardo.

## Produzione
Il documentario è stato co-prodotto da BBC Four ed è stato il primo documentario occidentale sulla Corea del Nord dopo più di quattro decenni, realizzato con il permesso del paese stesso. Dopo le riprese effettuate in Corea del Nord, i sette ex giocatori sono stati invitati dai produttori a visitare i luoghi del loro storico successo in Inghilterra, ovvero nella città di Middlesbrough, in cui fu giocata la partita contro l'Italia. Gli ex giocatori incontrarono anche l'ambasciatore della Corea del Sud in Gran Bretagna e assistettero all'anteprima della proiezione durante lo Sheffield International Documentary Festival il 21 ottobre 2002.

## Premi
- Pyongyang International Film Festival 2002: Premio speciale[2]
- Royal Television Society 2002: Categoria Sport Documentario[3]
- British Independent Film Award 2003: nomination per il miglior documentario britannico[4]
- Festival del Cinema Europeo di Siviglia 2003: Gran Premio[5]
- Seattle International Film Festival 2004: Refracting Reality Documentary Award[6]